# Euphorbia leptoclada
Euphorbia leptoclada es una especie fanerógama perteneciente a la familia de las euforbiáceas. Es endémica de Socotra. Su natural hábitat es subtropical o tropical seco en zonas de arbustos.

## Descripción
Se encuentra en matorrales semi caducos en las montañas de Haggeher. A una altitud de 560 metros. Existen algunas dudas en cuanto a la situación de esta especie. Está aliada a la Euphorbia hajhirensis y algo intermedia entre esta especie y la extrema (de montaña) Euphorbia kischenensis. Balfour (Balyley Balfour 1888) señala que su descripción de E. leptoclada se basa en un ejemplar imperfecto de una Euphorbia, el evaluador se encuentra en la colección Schweinfurth, mezclado con ejemplares de Phyllanthus filipes. No se ha encontrado nuevamente desde que fue originalmente recogida en el siglo XIX.

## Taxonomía
Euphorbia leptoclada fue descrita por Isaac Bayley Balfour y publicado en Proceedings of the Royal Society of Edinburgh 12: 410. 1884.
Etimología
Euphorbia: nombre genérico que deriva del médico griego del rey Juba II de Mauritania (52 a 50 a. C. - 23), Euphorbus, en su honor – o en alusión a su gran vientre –  ya que usaba médicamente Euphorbia resinifera. En 1753 Carlos Linneo asignó el nombre a todo el género.
leptoclada: epíteto latino que significa "con ramas delgadas".